# James M. Harvey
James Madison Harvey (21 de Setembro de 1833 – 15 de Abril de 1894) foi um Senador dos Estados Unidos por Kansas e o quinto Governador do Kansas.
Nasceu perto de Salt Sulphur Springs, na Virgínia (agora Virgínia Ocidental), Harvey frequentou escolas públicas em Indiana, Illinois e Iowa. Casou-se com Charlotte Richardson Cutter e tiveram nove filhos.
Harvey tornou-se engenheiro civil e foi rumo ao oeste como garimpeiro para Pike's Peak em 1859 como Fifty-Niner. Após encontrar vários mineiros desanimados ao longo do caminho, Harvey decidiu se estabelecer no Território do Kansas, então adquiriu um terreno no Condado de Riley, perto de Fort Riley, e se envolveu em atividades agrícolas. De 1861 até 1864, serviu no Exército da União durante a Guerra Civil, avançando para a patente de capitão na 4ª Infantaria do Kansas, que não conseguiu completar a organização e se consolidou com outros recrutas para formar a 10ª Infantaria do Kansas. Alcançou a patente de Capitão, comandando o 14º Regimento da Milícia do Estado do Kansas.
Harvey foi eleito para a Câmara dos Representantes do Kansas de 1865 a 1866 e depois eleito para o Senado do Kansas em 1867 a 1868. Foi Governador do Kansas por dois mandatos, exercendo de 1868 até 1872 e, em seguida, eleito como Republicano no Senado dos EUA para a vaga causada pela renúncia de Alexander Caldwell, onde exerceu do dia 12 de Fevereiro de 1874 até 3 de Março de 1877.
Após seu mandato no Senado dos EUA, Harvey trabalhou como agrimensor do governo no Novo México, Utah, Nevada e Oklahoma, antes de retornar ao Kansas em 1890 para retomar as atividades agrícolas. O Condado de Harvey foi nomeado em sua homenagem.
Harvey morreu perto de Junction City, no Kansas em 1894. O sepultamento foi no Cemitério Highland, em Junction City.